# Pasbrug-Nieuwendijk
Pasbrug-Nieuwendijk is een aan de gemeente Mechelen grenzende wijk van Sint-Katelijne-Waver. De wijk is vastgebouwd aan de kom van Mechelen en ligt enkele kilometers verwijderd van de kom van Sint-Katelijne-Waver.
Feitelijk bestaat deze wijk uit de delen Pasbrug en Nieuwendijk, die onderling ook weer aaneengebouwd zijn. Pasbrug werd in 1977 gedeeltelijk overgeheveld naar Mechelen en sluit daar aan bij de wijk Nekkerspoel.

## Bezienswaardigheden
- De Goede Herderkerk
- Het Verzorgingstehuis Borgerstein